# Cytrynka siwogłowa
Cytrynka siwogłowa (Geothlypis poliocephala) – gatunek małego ptaka z rodziny lasówek (Parulidae). Występuje w Meksyku i Ameryce Centralnej w 6 podgatunkach. Nie jest zagrożony wyginięciem.

## Taksonomia
Po raz pierwszy gatunek opisał w 1865 Spencer Fullerton Baird w Review of American birds in the Museum of the Smithsonian Institution. Holotyp pochodził z zachodniego wybrzeża Meksyku. Autor nadał nowemu gatunkowi nazwę Geothlypis poliocephala. Nazwa ta jest obecnie (2020) podtrzymywana przez Międzynarodowy Komitet Ornitologiczny (IOC), który wyróżnia 6 podgatunków. Opisano również podgatunek G. p. pontilis, został jednak zsynonimizowany z nominatywnym. Niekiedy cytrynka siwogłowa wyodrębniana jest do monotypowego rodzaju Chamaethlypis.

## Podgatunki i zasięg występowania
IOC wyróżnia następujące podgatunki:
- G. p. poliocephala S.F. Baird, 1865 – pacyficzne wybrzeże Meksyku od północnego Sinaloa po krańce zachodniej prowincji Oaxaca[6]
- G. p. ralphi Ridgway, 1894 – wybrzeże Meksyku od strony Zatoki Meksykańskiej w Tamaulipas i San Luis Potosí[6]
- G. p. palpebralis Ridgway, 1887 – wschodnie wybrzeże Ameryki Centralnej od wschodniego Meksyku (Veracruz) i Półwyspu Jukatan na południe po północną Kostarykę[6]
- G. p. caninucha Ridgway, 1872 – wybrzeże Pacyfiku od południowego Meksyku (wschodnia prowincja Oaxaca) na południe po południowy Honduras[6]
- G. p. icterotis Ridgway, 1889 – wybrzeże Pacyfiku od Nikaragui na południe po zachodnią Kostarykę[6]
- G. p. ridgwayi (Griscom, 1930) – południowo-zachodnia Kostaryka na południe po południowo-zachodnią Panamę[6]

Przedstawiciele podgatunku G. p. ralhpi sporadycznie zalatują do południowo-wschodniego Teksasu. W czerwcu 2005 odnotowano pierwszy od 1894 lęg cytrynki siwogłowej w Stanach Zjednoczonych; niegdyś pospolicie gniazdowały w Teksasie. Przyczyny ich wycofania się nie są jasne, bowiem odpowiednie dla tych cytrynek środowiska są nadal dostępne w dolinie Rio Grande.

## Morfologia
Długość ciała wynosi około 14 cm, masa ciała 13,2–16,4 g. U dorosłego samca podgatunku nominatywnego wierzch ciała ma barwę oliwkowozieloną. Przez kantarek aż za oko i lekko w dół biegnie czarny pas. Boki głowy (w tym większość pokryw usznych), ciemię i tył głowy popielate. Spód ciała matowożółty. Boki ciała są w jaśniejszym odcieniu, występuje brązowy nalot. Zewnętrzna lotka I rzędu ma typowe dla rodzaju białe obrzeżenie, pozostałe – oliwkowe. Górna szczęka jasnobrązowa, żuchwa biaława. Samice przypominają samce, mają jedynie bardziej matowe upierzenie głowy.

## Ekologia i zachowanie
Cytrynki siwogłowe zamieszkują pola, żywopłoty, zakrzewione sawanny, półpustynne zakrzewienia i inne otwarte tereny, jak skupiska trzciny cukrowej w południowo-centralnym Meksyku. W porównaniu do innych cytrynek, siwogłowe wybierają suchsze środowiska. Żywią się owadami i innymi bezkręgowcami. Pożywienia szukają przeważnie w trawach, nisko w krzewach lub na ziemi. Często poruszają ogonem z boku na bok lub z góry na dół. Poza sezonem lęgowym przebywają samotnie lub parami.

### Lęgi
Zniesienia przypadają na okres od kwietnia do czerwca. Gniazdo stanowi głęboki kubeczek z traw, wyściełany delikatniejszymi trawami i włosiem. Umieszczone jest nisko w roślinności, nierzadko w kępie trawy. Zniesienie liczy 2–4 jaj (przeważnie 2 w południowej części zasięgu). Okres inkubacji i przebywania piskląt w gnieździe jest nieznany.

## Status
IUCN uznaje cytrynkę siwogłową za gatunek najmniejszej troski (LC, Least Concern) nieprzerwanie od 1988 (stan w 2020). Organizacja Partners in Flight w 2019 szacowała liczebność populacji na 0,5–5,0 milionów dorosłych osobników. BirdLife International ocenia trend populacji jako stabilny.